# Ernest Tubb
Ernest Tubb (ur. 9 lutego 1914 w Crisp, zm. 6 września 1984 w Nashville) – amerykański piosenkarz country.

## Życiorys
Ernest Tubb urodził się w Crisp w Teksasie. Przeniósł się do wytwórni Decca. W 1941 roku wydał utwór Walking the Floor Over You, który przyniósł mu wielką popularność, a w 1943 roku dołączył do audycji radiowej Grand Ole Opry. Sprzedał około 30 milionów płyt w ciągu roku i wydał prawie 200 singli.

## Wyróżnienia
Ma swoją gwiazdę na Hollywoodzkiej Alei Gwiazd.